# 소니 오픈 인 하와이
소니 오픈 인 하와이(Sony Open in Hawaii)는 PGA 투어의 프로 골프 토너먼트이며, 투어의 페덱스컵 시리즈의 일부이다. 이 대회는 1965년 11월에 하와이언 오픈이라는 현재의 명칭으로 시작된 이후 하와이주 호놀룰루의 와이알라에 컨트리 클럽에서 개최되고 있다.
일반적인 PGA 투어 출전 자격 기준 외에도 소니 오픈은 신흥 시장의 프로 골프 선수 최대 3명을 초청할 수 있다.

## 역사

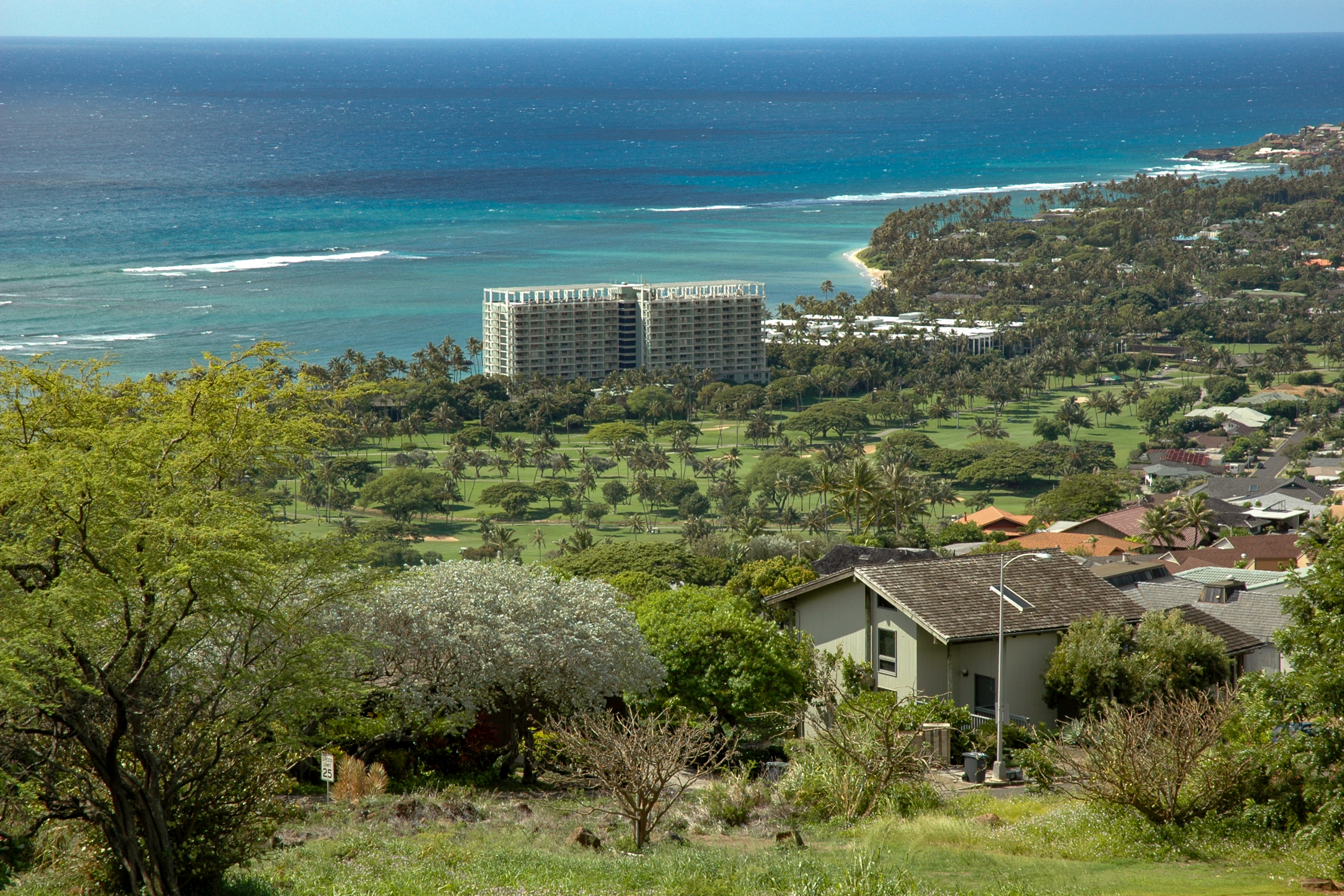
소니 오픈 개최지: 오아후섬의 와이알라에 컨트리 클럽

처음 다섯 번은 가을 중순에 열렸으나, 1970년에는 개최되지 않고 1971년 초겨울로 옮겨졌다. 현재는 1월 중순에 열리며 마우이섬에서 열리는 왕중왕전에 이어 새해 첫 풀필드 이벤트이다. 와이알라에의 아웃 코스와 인 코스는 PGA 투어 이벤트에서는 서로 바뀌어, 도그레그 9번 홀에서 경기가 종료된다.
첫 메인 스폰서는 1991년의 유나이티드 항공이었고, 1999년에 현재의 스폰서인 소니로 바뀌었다. 이 대회에서 두 번 이상 우승한 선수는 모두 두 번 우승한 휴버트 그린, 코리 파빈, 래니 와드킨스, 어니 엘스, 지미 워커 다섯 명이다. 이들 모두 메이저 대회에서 우승한 경험이 있다. 현재 대회는 Friends of Hawaii Charities에서 주관하고 있다.
1983년, 40세의 아오키 이사오는 일본 선수 최초로 PGA 투어에서 우승했다. 그는 72번 홀에서 웨지 샷을 이글-3으로 성공시켜 잭 레너를 한 타 차로 이겼다.
1998년, 존 허스턴은 당시 PGA 투어 최저타 기록을 깼다. 그는 28언더파를 기록하여 1945년에 벤 호건이 세운 기록을 깼다.
소니 오픈은 14세였던 미셸 위에게 4회 연속 스폰서 초청(PGA 투어 면제 #11)을 부여하여 주목받았다. 첫 초청은 2004년에 이루어졌다. 그녀는 네 번의 출전 모두 컷 탈락했으며, 2008년에는 이용 가능한 네 개의 스폰서 면제 중 하나를 받지 못했다. 그 초청 중 하나는 미셸 위와 고등학교 동창인 17세 알렉스 칭에게 돌아갔다.
2007년, 아마추어 태드 후지카와는 공식 PGA 투어 대회에서 36홀 컷 통과한 두 번째 최연소 선수(16세 4일)가 되었다. 그의 업적은 와이알라에의 551야드 파5 18번 홀에서 36번 홀에 15-피트 (4.6 m) 이글 퍼팅으로 마무리되었다. 우연히도, PGA 투어의 2006년 미디어 가이드에 따르면 공식 투어 대회에서 36홀 컷 통과한 최연소 선수는 보브 파나식(15세 8개월 20일)으로 1957년 캐나다 오픈에서 기록했으며, 후지카와보다 31⁄2개월 어렸다.

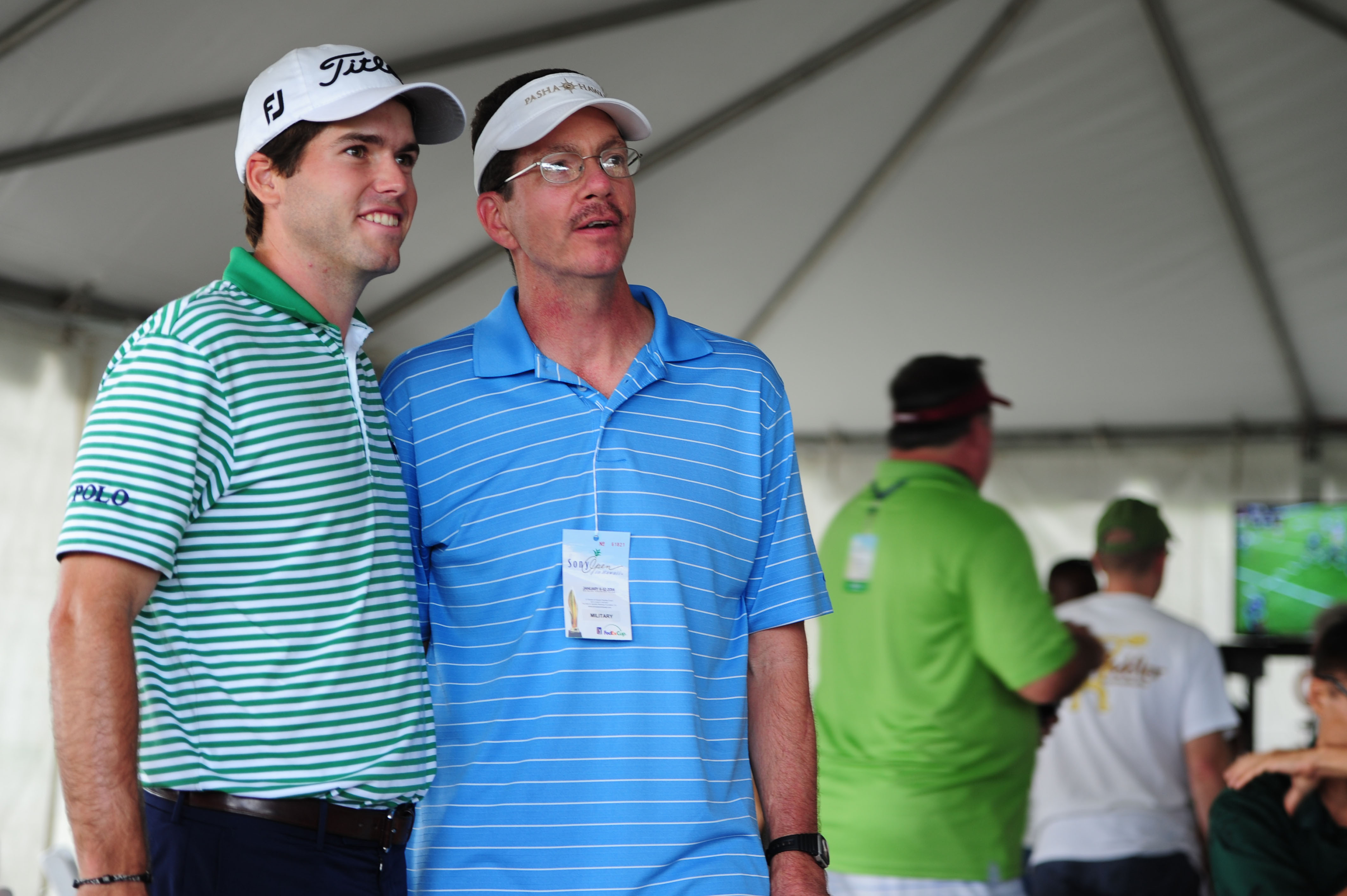
PGA 투어 골프 선수 벤 마틴 (왼쪽)이 2014년 소니 오픈 라운드 후 Birdies for the Brave 행사에서

2018년 소니 오픈 준비는 잘못된 비상 경보로 인해 잠시 중단되었다. 이 경보는 하와이주로 탄도 미사일이 발사되었다는 내용이었다. 직원들은 선수 라커룸으로 대피하려 했고, 미디어 센터는 대피 명령을 받았으며, 여러 선수들은 주 내 모든 스마트폰에 발송된 잘못된 경보에 대해 소셜 미디어에 글을 올렸다. 이 경보는 결국 잘못 발송된 것으로 판명되었다. 최종 라운드를 앞두고 골프 채널 카메라맨들도 파업을 벌였다.

## 우승자
| 연도                          | 우승자              | 스코어              | 파 대비             | 승리 마진           | 준우승자                                                        | 총 상금 ($)         | 우승 상금 ($)       | 참조                |
| 소니 오픈 인 하와이           | 소니 오픈 인 하와이 | 소니 오픈 인 하와이 | 소니 오픈 인 하와이 | 소니 오픈 인 하와이 | 소니 오픈 인 하와이                                             | 소니 오픈 인 하와이 | 소니 오픈 인 하와이 | 소니 오픈 인 하와이 |
| ----------------------------- | ------------------- | ------------------- | ------------------- | ------------------- | --------------------------------------------------------------- | ------------------- | ------------------- | ------------------- |
| 2025                          | 닉 테일러           | 264                 | −16                 | 플레이오프          | 니코 에차바리아                                                 | 8,700,000           | 1,566,000           |                     |
| 2024                          | 그레이슨 머레이     | 263                 | −17                 | 플레이오프          | 안병훈 키건 브래들리                                            | 8,300,000           | 1,494,000           |                     |
| 2023                          | 김시우              | 262                 | −18                 | 1 스트로크          | 헤이든 버클리                                                   | 7,900,000           | 1,422,000           |                     |
| 2022                          | 마쓰야마 히데키     | 257                 | −23                 | 플레이오프          | 러셀 헨리                                                       | 7,500,000           | 1,350,000           |                     |
| 2021                          | 케빈 나             | 259                 | −21                 | 1 스트로크          | 크리스 커크 호아킨 니만                                         | 6,600,000           | 1,188,000           |                     |
| 2020                          | 캐머런 스미스       | 269                 | −11                 | 플레이오프          | 브렌던 스틸                                                     | 6,600,000           | 1,188,000           |                     |
| 2019                          | 맷 쿠차             | 258                 | −22                 | 4 스트로크          | 앤드루 푸트넘                                                   | 6,400,000           | 1,152,000           |                     |
| 2018                          | 패튼 키지르         | 263                 | −17                 | 플레이오프          | 제임스 한                                                       | 6,200,000           | 1,116,000           |                     |
| 2017                          | 저스틴 토머스       | 253                 | −27                 | 7 스트로크          | 저스틴 로즈                                                     | 6,000,000           | 1,080,000           |                     |
| 2016                          | 파비안 고메스       | 260                 | −20                 | 플레이오프          | 브랜트 스네데커                                                 | 5,800,000           | 1,044,000           |                     |
| 2015                          | 지미 워커 (2)       | 257                 | −23                 | 9 스트로크          | 스콧 피어시                                                     | 5,600,000           | 1,008,000           |                     |
| 2014                          | 지미 워커           | 263                 | −17                 | 1 스트로크          | 크리스 커크                                                     | 5,600,000           | 1,008,000           |                     |
| 2013                          | 러셀 헨리           | 256                 | −24                 | 3 스트로크          | 팀 클라크                                                       | 5,600,000           | 1,008,000           |                     |
| 2012                          | 존슨 바그너         | 267                 | −13                 | 2 스트로크          | 해리슨 프레이저 찰스 하월 3세 션 오헤어 칼 페터손               | 5,500,000           | 990,000             |                     |
| 2011                          | 마크 윌슨           | 264                 | −16                 | 2 스트로크          | 팀 클라크 스티브 마리노                                         | 5,500,000           | 990,000             |                     |
| 2010                          | 라이언 파머         | 265                 | −15                 | 1 스트로크          | 로버트 알렌비                                                   | 5,500,000           | 990,000             |                     |
| 2009                          | 잭 존슨             | 265                 | −15                 | 2 스트로크          | 애덤 스콧 데이비드 톰스                                         | 5,400,000           | 972,000             |                     |
| 2008                          | 최경주              | 266                 | −14                 | 3 스트로크          | 로리 사바티니                                                   | 5,300,000           | 954,000             |                     |
| 2007                          | 폴 고이도스         | 266                 | −14                 | 1 스트로크          | 루크 도널드 찰스 하월 3세                                       | 5,200,000           | 936,000             |                     |
| 2006                          | 데이비드 톰스       | 261                 | −19                 | 5 스트로크          | 채드 캠벨 로리 사바티니                                         | 5,100,000           | 918,000             |                     |
| 2005                          | 비제이 싱           | 269                 | −11                 | 1 스트로크          | 어니 엘스                                                       | 4,800,000           | 864,000             |                     |
| 2004                          | 어니 엘스 (2)       | 262                 | −18                 | 플레이오프          | 해리슨 프레이저                                                 | 4,800,000           | 864,000             |                     |
| 2003                          | 어니 엘스           | 264                 | −16                 | 플레이오프          | 애런 배덜리                                                     | 4,500,000           | 810,000             |                     |
| 2002                          | 제리 켈리           | 266                 | −14                 | 1 스트로크          | 존 쿡                                                           | 4,000,000           | 720,000             |                     |
| 2001                          | 브래드 팩슨         | 260                 | −20                 | 4 스트로크          | 톰 레먼                                                         | 4,000,000           | 720,000             |                     |
| 2000                          | 폴 아징어           | 261                 | −19                 | 7 스트로크          | 스튜어트 애플비                                                 | 2,900,000           | 522,000             |                     |
| 1999                          | 제프 슬루먼         | 271                 | −9                  | 2 스트로크          | 데이비스 러브 3세 제프 매거트 렌 매티아스 크리스 페리 토미 톨스 | 2,600,000           | 468,000             |                     |
| 유나이티드 항공 하와이언 오픈 |                     |                     |                     |                     |                                                                 |                     |                     |                     |
| 1998                          | 존 허스턴           | 260                 | −28                 | 7 스트로크          | 톰 왓슨                                                         | 1,800,000           | 324,000             |                     |
| 1997                          | 폴 스탠코우스키     | 271                 | −17                 | 플레이오프          | 짐 퓨릭 마이크 리드                                             | 1,200,000           | 216,000             |                     |
| 1996                          | 짐 퓨릭             | 277                 | −11                 | 플레이오프          | 브래드 팩슨                                                     | 1,200,000           | 216,000             |                     |
| 1995                          | 존 모스             | 269                 | −19                 | 3 스트로크          | 톰 레먼 더피 월도프                                             | 1,200,000           | 216,000             |                     |
| 1994                          | 브렛 오글           | 269                 | −19                 | 1 스트로크          | 데이비스 러브 3세                                               | 1,200,000           | 216,000             |                     |
| 1993                          | 하워드 트위티       | 269                 | −19                 | 4 스트로크          | 조이 신델라                                                     | 1,200,000           | 216,000             |                     |
| 1992                          | 존 쿡               | 265                 | −23                 | 2 스트로크          | 폴 아징어                                                       | 1,200,000           | 216,000             |                     |
| 유나이티드 하와이언 오픈      |                     |                     |                     |                     |                                                                 |                     |                     |                     |
| 1991                          | 래니 와드킨스 (2)   | 270                 | −18                 | 4 스트로크          | 존 쿡                                                           | 1,100,000           | 198,000             |                     |
| 하와이언 오픈                 |                     |                     |                     |                     |                                                                 |                     |                     |                     |
| 1990                          | 데이비드 이시이     | 279                 | −9                  | 1 스트로크          | 폴 아징어                                                       | 1,000,000           | 180,000             |                     |
| 1989                          | 진 소어스           | 197                 | −19                 | 1 스트로크          | 데이비드 오그린                                                 | 750,000             | 135,000             |                     |
| 1988                          | 래니 와드킨스       | 271                 | −17                 | 1 스트로크          | 리처드 조콜                                                     | 600,000             | 108,000             |                     |
| 1987                          | 코리 파빈 (2)       | 270                 | −18                 | 플레이오프          | 크레이그 스태들러                                               | 600,000             | 108,000             |                     |
| 1986                          | 코리 파빈           | 272                 | −16                 | 2 스트로크          | 폴 아징어                                                       | 500,000             | 90,000              |                     |
| 1985                          | 마크 오메라         | 267                 | −21                 | 1 스트로크          | 크레이그 스태들러                                               | 500,000             | 90,000              |                     |
| 1984                          | 잭 레너             | 271                 | −17                 | 플레이오프          | 웨인 리바이                                                     | 500,000             | 90,000              |                     |
| 1983                          | 아오키 이사오       | 268                 | −20                 | 1 스트로크          | 잭 레너                                                         | 325,000             | 58,500              |                     |
| 1982                          | 웨인 리바이         | 277                 | −11                 | 1 스트로크          | 스콧 심슨                                                       | 325,000             | 58,500              |                     |
| 1981                          | 헤일 어윈           | 265                 | −23                 | 6 스트로크          | 돈 재뉴어리                                                     | 325,000             | 58,500              |                     |
| 1980                          | 앤디 빈             | 266                 | −22                 | 3 스트로크          | 리 트레비노                                                     | 325,000             | 58,500              |                     |
| 1979                          | 휴버트 그린 (2)     | 267                 | −21                 | 3 스트로크          | 퍼지 젤러                                                       | 300,000             | 54,000              |                     |
| 1978                          | 휴버트 그린         | 274                 | −14                 | 플레이오프          | 빌리 크라처트                                                   | 250,000             | 50,000              |                     |
| 1977                          | 브루스 리츠케       | 273                 | −15                 | 3 스트로크          | 돈 재뉴어리 무라카미 다카시                                     | 240,000             | 48,000              |                     |
| 1976                          | 벤 크렌쇼           | 270                 | −18                 | 4 스트로크          | 헤일 어윈 래리 넬슨                                             | 230,000             | 46,000              |                     |
| 1975                          | 게리 그로           | 274                 | −14                 | 1 스트로크          | 앨 가이버거                                                     | 220,000             | 44,000              |                     |
| 1974                          | 잭 니클라우스       | 271                 | −17                 | 3 스트로크          | 에디 피어스                                                     | 220,000             | 44,000              |                     |
| 1973                          | 존 슐리             | 273                 | −15                 | 2 스트로크          | 오빌 무디                                                       | 200,000             | 40,000              |                     |
| 1972                          | 그리어 존스         | 274                 | −14                 | 플레이오프          | 보브 머피                                                       | 200,000             | 40,000              |                     |
| 1971                          | 톰 쇼               | 273                 | −15                 | 1 스트로크          | 밀러 바버                                                       | 200,000             | 40,000              |                     |
| 1970: 대회 없음               |                     |                     |                     |                     |                                                                 |                     |                     |                     |
| 1969                          | 브루스 크램프턴     | 274                 | −14                 | 4 스트로크          | 잭 니클라우스                                                   | 125,000             | 25,000              |                     |
| 1968                          | 리 트레비노         | 272                 | −16                 | 2 스트로크          | 조지 아처                                                       | 125,000             | 25,000              |                     |
| 1967                          | 더들리 와이송       | 284                 | −4                  | 플레이오프          | 빌리 캐스퍼                                                     | 100,000             | 20,000              |                     |
| 1966                          | 테드 마칼레나       | 271                 | −17                 | 3 스트로크          | 빌리 캐스퍼 게이 브루어                                         | 42,500              | 8,500               |                     |
| 1965                          | 게이 브루어         | 281                 | −7                  | 플레이오프          | 보브 골비                                                       | 45,000              | 9,000               |                     |

참고: 녹색 하이라이트는 최고/최저 기록을 나타낸다.
PGA 투어에서 인정하는 이전 대회 기록
| 연도 | 선수          | 스코어 | 파 대비 | 우승 상금 ($) |
| ---- | ------------- | ------ | ------- | ------------- |
| 1948 | 캐리 미들코프 | 274    | −10     | 2,000         |
| 1947 | 더치 해리슨   | 275    | −13     | 2,000         |
| 1929 | 크레이그 우드 | 289    | +1      | 1,600         |
| 1928 | 빌 멜혼       | 291    |         |               |

## 기록
- 대회 기록: 253 (저스틴 토머스, 2017)
- 54홀 기록: 188 (저스틴 토머스, 2017)
- 36홀 기록: 123 (저스틴 토머스, 2017)
- 18홀 기록: 59 (저스틴 토머스, 2017)

## 참고
1. ↑  비로 인해 54홀로 단축됨.